# Athlétisme aux Jeux olympiques d'été de 1960
Pour des articles plus généraux, voir Jeux olympiques d'été de 1960 et Athlétisme aux Jeux olympiques.
Navigation
Les épreuves d'athlétisme des Jeux olympiques d'été de 1960 ont eu lieu du 31 août au 8 septembre 1960 au Stade olympique de Rome, en Italie. 1 016 athlètes issus de 73 nations ont pris part aux 34 épreuves du programme (24 masculines et 10 féminines).
Le 800 mètres féminin fait son retour aux Jeux olympiques après 32 ans d'absence.

## Faits marquants
- L'Éthiopien Abebe Bikila, courant pieds nus le marathon disputé le 10 septembre, le soir, à compter de 17 heures 30, est le premier Noir africain champion olympique.
- Triplés américains sur 110 m haies, 400 m haies, lancer du disque (homme) et lancer du poids (homme)[1].
- L'Américaine Wilma Rudolph, dix-septième d'une famille de vingt et un enfants, remporte trois médailles d'or (100 m, 200 m et 4 × 100 m) alors qu'à 9 ans elle avait été victime de la polio, d'une double pneumonie et de la scarlatine. La "gazelle noire" bat le record du monde du 100 m en demi-finale (11 s 3)[2].
- L'Allemagne de l'Ouest et l'Allemagne de l'Est participent aux compétitions au sein d'une équipe commune, l'Équipe unifiée d'Allemagne (EUA).
- Le saut à la perche se pratique désormais avec une perche en fibre de verre, ce qui fait évoluer la technique du saut[2].
- L'Américain Al Oerter gagne le lancer du disque pour la deuxième fois consécutive (après Melbourne en 1956) ; il récidivera (toujours avec l'or) en 1964 et 1968.
- Mise en place de la "chasse" aux produits dopants[2].

## Résultats

### Hommes
| Épreuves | Or                                                                                              | Argent                                                                                            | Bronze                                                                                   |
| --- | ----------------------------------------------------------------------------------------------- | ------------------------------------------------------------------------------------------------- | ---------------------------------------------------------------------------------------- |
| 100 m détails | Armin Hary (EUA) 10 s 2 (OR)                                                                    | David Sime (USA) 10 s 2 (OR)                                                                      | Peter Radford (GBR) 10 s 3                                                               |
| 200 m détails | Livio Berruti (ITA) 20 s 5 (WR)                                                                 | Lester Carney (USA) 20 s 6                                                                        | Abdoulaye Seye (FRA) 20 s 7                                                              |
| 400 m détails | Otis Davis (USA) 44 s 9 (WR)                                                                    | Carl Kaufmann (EUA) 44 s 9 (WR)                                                                   | Malcolm Clive Spence (RSA) 45 s 5                                                        |
| 800 m détails | Peter Snell (NZL) 1 min 46 s 3 (OR)                                                             | Roger Moens (BEL) 1 min 46 s 5                                                                    | George Kerr (BWI) 1 min 47 s 1                                                           |
| 1 500 m détails | Herb Elliott (AUS) 3 min 35 s 6 (WR)                                                            | Michel Jazy (FRA) 3 min 38 s 4                                                                    | István Rózsavölgyi (HUN) 3 min 39 s 2                                                    |
| 5 000 m détails | Murray Halberg (NZL) 13 min 43 s 4                                                              | Hans Grodotzki (EUA) 13 min 44 s 6                                                                | Kazimierz Zimny (POL) 13 min 44 s 8                                                      |
| 10 000 m détails | Pyotr Bolotnikov (URS) 28 min 32 s 2 (OR)                                                       | Hans Grodotzki (EUA) 28 min 37 s 0                                                                | David Power (AUS) 28 min 38 s 2                                                          |
| Marathon détails | Abebe Bikila (ETH) 2 h 15 min 16 s 2 (WR)                                                       | Rhadi Ben Abdesselam (MAR) 2 h 15 min 41 s 6                                                      | Barry Magee (NZL) 2 h 17 min 18 s 2                                                      |
| 110 m haies détails | Lee Calhoun (USA) 13 s 8                                                                        | Willie May (USA) 13 s 8                                                                           | Hayes Jones (USA) 14 s 0                                                                 |
| 400 m haies détails | Glenn Ashby Davis (USA) 49 s 3 (OR)                                                             | Clifton Cushman (USA) 49 s 6                                                                      | Richard Howard (USA) 49 s 7                                                              |
| 3 000 m steeple détails | Zdzisław Krzyszkowiak (POL) 8 min 34 s 2 (OR)                                                   | Nikolay Sokolov (URS) 8 min 36 s 4                                                                | Semyon Rzhishchin (URS) 8 min 42 s 2                                                     |
| 4 × 100 m détails | Équipe unifiée d'Allemagne Bernd Cullmann Armin Hary Walter Mahlendorf Martin Lauer 39 s 5 (WR) | Union soviétique Gusman Kosanov Leonid Bartenev Yuri Konovalov Edvin Ozolin 40 s 1                | Grande-Bretagne Peter Radford David Jones David Segal Nick Whitehead 40 s 2              |
| 4 × 400 m détails | États-Unis Jack Yerman Earl Young Glenn Ashby Davis Otis Davis 3 min 2 s 2 (WR)                 | Équipe unifiée d'Allemagne Manfred Kinder Joachim Reske Johannes Kaiser Carl Kaufmann 3 min 2 s 7 | Indes occidentales George Kerr James Wedderburn Keith Gardner Malcolm Spence 3 min 4 s 0 |
| 20 km marche détails | Volodymyr Holubnychy (URS) 1 h 34 min 07 s 2                                                    | Noel Freeman (AUS) 1 h 34 min 16 s 4                                                              | Stanley Vickers (GBR) 1 h 34 min 56 s 4                                                  |
| 50 km marche détails | Don Thompson (GBR) 4 h 25 min 30 s 0 (OR)                                                       | John Ljunggren (SWE) 4 h 25 min 47 s 0                                                            | Abdon Pamich (ITA) 4 h 27 min 55 s 4                                                     |
| Saut en longueur détails | Ralph Boston (USA) 8,12 m (OR)                                                                  | Irvin Roberson (USA) 8,11 m                                                                       | Igor Ter-Ovanessian (URS) 8,04 m                                                         |
| Triple saut détails | Józef Szmidt (POL) 16,81 m (OR)                                                                 | Vladimir Goryayev (URS) 16,63 m                                                                   | Vitold Kreyer (URS) 16,43 m                                                              |
| Saut en hauteur détails | Robert Shavlakadze (URS) 2,16 m (OR)                                                            | Valeriy Brumel (URS) 2,16 m (OR)                                                                  | John Thomas (USA) 2,14 m                                                                 |
| Saut à la perche détails | Don Bragg (USA) 4,70 m (OR)                                                                     | Ron Morris (USA) 4,60 m                                                                           | Eeles Landström (FIN) 4,55 m                                                             |
| Lancer du poids détails | Bill Nieder (USA) 19,68 m (OR)                                                                  | Parry O'Brien (USA) 19,11 m                                                                       | Dallas Long (USA) 19,01 m                                                                |
| Lancer du disque détails | Al Oerter (USA) 59,18 m (OR)                                                                    | Rink Babka (USA) 58,02 m                                                                          | Richard Cochran (USA) 57,16 m                                                            |
| Lancer du marteau détails | Vasiliy Rudenkov (URS) 67,10 m (OR)                                                             | Gyula Zsivótzky (HUN) 65,79 m                                                                     | Tadeusz Rut (POL) 65,64 m                                                                |
| Lancer du javelot détails | Viktor Tsybulenko (URS) 84,64 m                                                                 | Walter Krüger (EUA) 79,36 m                                                                       | Gergely Kulcsár (HUN) 78,57 m                                                            |
| Décathlon détails | Rafer Johnson (USA) 8 392 pts (OR)                                                              | Yang Chuan-Kwang (RCF) 8 334 pts                                                                  | Vasily Kuznetsov (URS) 7 809 pts                                                         |
| Records et Performances - AR : Record continental (area record) - CR : Record des championnats (championship record) - MR : Record du meeting (meet record) - NR : Record national (national record) - OR : Record olympique (olympic record) - PR : Record paralympique (paralympic record) - PB : Record personnel (personal best) - SB : Meilleure performance personnelle de la saison (season's best) - WL : Meilleure performance mondiale de l'année (world leader) - WJR : Record du monde junior (world junior record) - WR : Record du monde (world record) Circonstances et Conditions - DNF : N'a pas terminé (did not finish) - DNS : N'a pas pris le départ (did not start) - DQ : Disqualification (disqualification) - NM : Aucun essai valable enregistré (No Mark) - Q : Qualifié « directement » au prochain tour (ou à la prochaine compétition), lors d'une compétition majeure, grâce au classement ou à la réalisation des minima (automatic qualifier) - q : Qualifié au prochain tour (ou à la prochaine compétition), lors d'une compétition majeure, grâce au repêchage ou à la réalisation de l'une des meilleures performances parmi celles des « non qualifiés directement » (grâce au meilleur temps ou à la meilleure distance par exemple) (secondary qualifier) |                                                                                                 |                                                                                                   |                                                                                          |

### Femmes
| Épreuves | Or                                                                           | Argent                                                                                      | Bronze                                                                                |
| --- | ---------------------------------------------------------------------------- | ------------------------------------------------------------------------------------------- | ------------------------------------------------------------------------------------- |
| 100 m détails | Wilma Rudolph (USA) 11 s 0                                                   | Dorothy Hyman (GBR) 11 s 3                                                                  | Giuseppina Leone (ITA) 11 s 3                                                         |
| 200 m détails | Wilma Rudolph (USA) 24 s 0                                                   | Jutta Heine (EUA) 24 s 4                                                                    | Dorothy Hyman (GBR) 24 s 7                                                            |
| 800 m détails | Ludmila Shevtsova (URS) 2 min 04 s 3 (WR)                                    | Brenda Jones (AUS) 2 min 04 s 4                                                             | Ursula Donath (EUA) 2 min 05 s 6                                                      |
| 80 m haies détails | Irina Press (URS) 10 s 8                                                     | Carole Quinton (GBR) 10 s 9                                                                 | Gisela Birkemeyer (EUA) 11 s 0                                                        |
| 4 × 100 m détails | États-Unis Martha Hudson Lucinda Williams Barbara Jones Wilma Rudolph 44 s 5 | Équipe unifiée d'Allemagne Martha Langbein Anni Biechl Brunhilde Hendrix Jutta Heine 44 s 8 | Pologne Teresa Wieczorek Barbara Janiszewska Celina Jesionowska Halina Richter 45 s 0 |
| Saut en longueur détails | Vera Krepkina (URS) 6,37 m (OR)                                              | Elzbieta Krzesinska (POL) 6,27 m                                                            | Hildrun Claus (EUA) 6,21 m                                                            |
| Saut en hauteur détails | Iolanda Balaş (ROU) 1,85 m (OR)                                              | Jaroslawa Józwiakowska (POL) 1,71 m                                                         |                                                                                       |
| Saut en hauteur détails | Iolanda Balaş (ROU) 1,85 m (OR)                                              | Dorothy Shirley (GBR) 1,71 m                                                                |                                                                                       |
| Lancer du poids détails | Tamara Press (URS) 17,32 m (OR)                                              | Johanna Lüttge (EUA) 16,61 m                                                                | Earlene Brown (USA) 16,42 m                                                           |
| Lancer du disque détails | Nina Romashkova (URS) 55,10 m (OR)                                           | Tamara Press (URS) 52,59 m                                                                  | Lia Manoliu (ROU) 52,36 m                                                             |
| Lancer du javelot détails | Elvīra Ozoliņa (URS) 55,98 m (OR)                                            | Dana Zátopková (TCH) 53,78 m                                                                | Birutė Kalėdienė (URS) 53,45 m                                                        |
| Records et Performances - AR : Record continental (area record) - CR : Record des championnats (championship record) - MR : Record du meeting (meet record) - NR : Record national (national record) - OR : Record olympique (olympic record) - PR : Record paralympique (paralympic record) - PB : Record personnel (personal best) - SB : Meilleure performance personnelle de la saison (season's best) - WL : Meilleure performance mondiale de l'année (world leader) - WJR : Record du monde junior (world junior record) - WR : Record du monde (world record) Circonstances et Conditions - DNF : N'a pas terminé (did not finish) - DNS : N'a pas pris le départ (did not start) - DQ : Disqualification (disqualification) - NM : Aucun essai valable enregistré (No Mark) - Q : Qualifié « directement » au prochain tour (ou à la prochaine compétition), lors d'une compétition majeure, grâce au classement ou à la réalisation des minima (automatic qualifier) - q : Qualifié au prochain tour (ou à la prochaine compétition), lors d'une compétition majeure, grâce au repêchage ou à la réalisation de l'une des meilleures performances parmi celles des « non qualifiés directement » (grâce au meilleur temps ou à la meilleure distance par exemple) (secondary qualifier) |                                                                              |                                                                                             |                                                                                       |

## Tableau des médailles
| Rang  | Nation                     | Or | Argent | Bronze | Total |
| ----- | -------------------------- | -- | ------ | ------ | ----- |
| 1     | États-Unis                 | 12 | 8      | 6      | 26    |
| 2     | Union soviétique           | 11 | 5      | 5      | 21    |
| 3     | Équipe unifiée d'Allemagne | 2  | 8      | 3      | 13    |
| 4     | Pologne                    | 2  | 2      | 3      | 7     |
| 5     | Nouvelle-Zélande           | 2  | 0      | 1      | 3     |
| 6     | Grande-Bretagne            | 1  | 3      | 4      | 8     |
| 7     | Australie                  | 1  | 2      | 1      | 4     |
| 8     | Italie                     | 1  | 0      | 2      | 3     |
| 9     | Roumanie                   | 1  | 0      | 1      | 2     |
| 10    | Éthiopie                   | 1  | 0      | 0      | 1     |
| 11    | Hongrie                    | 0  | 1      | 2      | 3     |
| 12    | France                     | 0  | 1      | 1      | 2     |
| 13    | Belgique                   | 0  | 1      | 0      | 1     |
| 14    | Taïwan                     | 0  | 1      | 0      | 1     |
| 15    | Suède                      | 0  | 1      | 0      | 1     |
| 16    | Tchécoslovaquie            | 0  | 1      | 0      | 1     |
| 17    | Maroc                      | 0  | 1      | 0      | 1     |
| 18    | Indes occidentales         | 0  | 0      | 2      | 2     |
| 19    | Afrique du Sud             | 0  | 0      | 1      | 1     |
| 19    | Finlande                   | 0  | 0      | 1      | 1     |
| Total | Total                      | 34 | 35     | 33     | 102   |